# Paul Adelstein
Paul Adelstein (Chicago, 29 de Abril de 1969) é um ator norte-americano.
Interpretou "Paul Kellerman" na telessérie Prison Break. ele também é conhecido por seu papel recorrente como Leo Bergen no Scandal da ABC.

## Biografia
Iniciou sua carreira no teatro trabalhando na New Crime Productions, companhia fundada por John Cusack e mais tarde na Steppenwolf Theatre Company.
Sua estréia no cinema foi no filme The Grifters de 1990. Participou de várias séries de televisão, como: Cupid, ER, Without a Trace e Scrubs. Apareceu em um número significativo de filmes tais como, Bedazzled (2000), Intolerable Cruelty (2003), Memoirs of a Geisha (2005) e Be Cool (2005). No ano de 2005 recebeu seu mais famoso papel no elenco fixo da série Prison Break. Inicialmente, receberia o papel do personagem Lincoln Burrows. Em 2007 passou a fazer parte do elenco fixo de Private Practice.
Adelstein é vocalista e guitarrista de uma banda chamda Doris. É parente do produtor de tv Marty Adelstein.
Em Novembro de 2006 casou-se com a atriz Liza Weil e em abril de 2010 o casal teve sua primeira filha Josephine Elizabeth Weil-Adelstein. 
Teve pequena participação em Dr. House como Don que saiu com Dra. Cundy. Casando com a Anathylla.

## Filmografia

### Televisão
| Ano                   | Titulo                            | Papel                | Notas                                                          |
| --------------------- | --------------------------------- | -------------------- | -------------------------------------------------------------- |
| 1998–1999             | Cupid                             | Mike                 | Television episodes (1x01, 1x02, 1x06, 1x07, 1x09, 1x11, 1x14) |
| 1999                  | Turks                             | Officer Cliff Fowler | Television series                                              |
| 1999                  | ER                                | Hank Loman           | 1 episode (6x09: "How the Finch Stole Christmas')              |
| 2002                  | R.U.S./H.                         | Tom Epstein          | Television movie                                               |
| 2002                  | ER                                |                      | 1 episode (8x17: "Bygones")                                    |
| 2002                  | Breaking News                     | Julian Kerbis        | Television series                                              |
| 2002–2003             | Hack                              | Sergeant Aldo Rossi  | 5 episodes (1x13, 1x14, 1x20, 2x04, 2x10)                      |
| 2003                  | Law & Order: Special Victims Unit | Steven Kellerman     | 1 episode (4x14: "Mercy")                                      |
| 2003                  | Partners and Crime                |                      | Television movie                                               |
| 2003                  | The Lyon's Den                    | Snyder               | 1 episode (1x09)                                               |
| 2003                  | Without a Trace                   | Dave                 | 1 episode (2x05: "Copy Cat")                                   |
| 2004                  | Las Vegas                         | Alex Brooks          | Television episode (2x11: "My Beautiful Launderette")          |
| 2005                  | Medium                            | Craig                | 1 episode (1x14: "In the Rough")                               |
| 2005                  | Harvey Birdman, Attorney at Law   | Murro                | 1 episode (3x02)                                               |
| 2005–2007; 2009; 2017 | Prison Break                      | Paul Kellerman       | Television series Series regular 48 episodes                   |
| 2006                  | Nobody's Watching                 | Jeff Tucker          | Television series                                              |
| 2006                  | Scrubs                            | Dr. Stone            | 1 episode (5x21: "My Fallen Idol")                             |
| 2007                  | Grey's Anatomy                    | Cooper Freedman      | 2 episodes (3x22, 3x23)                                        |
| 2007–2013             | Private Practice                  | Cooper Freedman      | Television series Series regular 111 episodes                  |
| 2010                  | Glenn Martin DDS                  | Earl (voice)         | 1 episode ("Courtney's Pony")                                  |
| 2013–2018             | Scandal                           | Leo Bergen           | Television series Recurring 18 episodes                        |
| 2014–2018             | Girlfriends' Guide to Divorce     | Jake Novak           | Television series Series regular, producer 26 episodes         |
| 2015                  | Law & Order: Special Victims Unit | Dr. Neil Alexander   | 1 episode ("Decaying Morality")                                |
| 2016                  | Chance                            | Raymond Blackstone   | TV series                                                      |
| 2017                  | Brooklyn Nine-Nine                | Seamus Murphy        | Recurring, Season 5                                            |
| 2017                  | Get Shorty                        | Wes Krupke           | Recurring, 2 episodes                                          |
| 2017                  | Imposters                         | Shelly Cohen         | 3 episodes                                                     |
| 2018                  | I Feel Bad                        | David                | Main role                                                      |
| 2019                  | The Marvelous Mrs. Maisel         | Oscar Lehman         | 1 episode ("It's the Sixties, Man!")                           |
| 2019-                 | Chicago P.D                       | Jason Crawford       | Recurring, Season 7                                            |
| 2024                  | Agatha All Along                  | Jeff Kaplan          | 2 episódios                                                    |

### Filmes
| Ano  | Titulo                                 | Papel                               | Notas         |
| ---- | -------------------------------------- | ----------------------------------- | ------------- |
| 1990 | The Grifters                           | Sailor - Young Paul                 |               |
| 1997 | Peoria Babylon                         | Brad Kessler                        |               |
| 2000 | Bedazzled                              | Bob/Roberto/Beach Jock/Sportscaster |               |
| 2003 | Intolerable Cruelty                    | Wrigley                             |               |
| 2004 | Lawrence Melm                          |                                     |               |
| 2004 | Bandwagon                              | Joe Rice                            |               |
| 2004 | Collateral                             | Fed #3                              |               |
| 2005 | Memoirs of a Geisha                    | Lieutenant Hutchins                 |               |
| 2005 | Be Cool                                | Hy Gordon                           |               |
| 2009 | Land of the Lost                       | Astronaut (voice)                   |               |
| 2009 | The Missing Person                     | Drexler Hewitt                      |               |
| 2009 | Little Fish, Strange Pond aka. Frenemy | Philly                              | direct-to-DVD |
| 2010 | Happy Sushi                            |                                     | Curta         |
| 2014 | Return to Zero                         | Aaron                               | Protagonista  |
| 2016 | The Phenom                             | Scott Borwitz                       |               |
| 2016 | Mothers and Daughters                  | Peter                               |               |